# Cap Sheridan

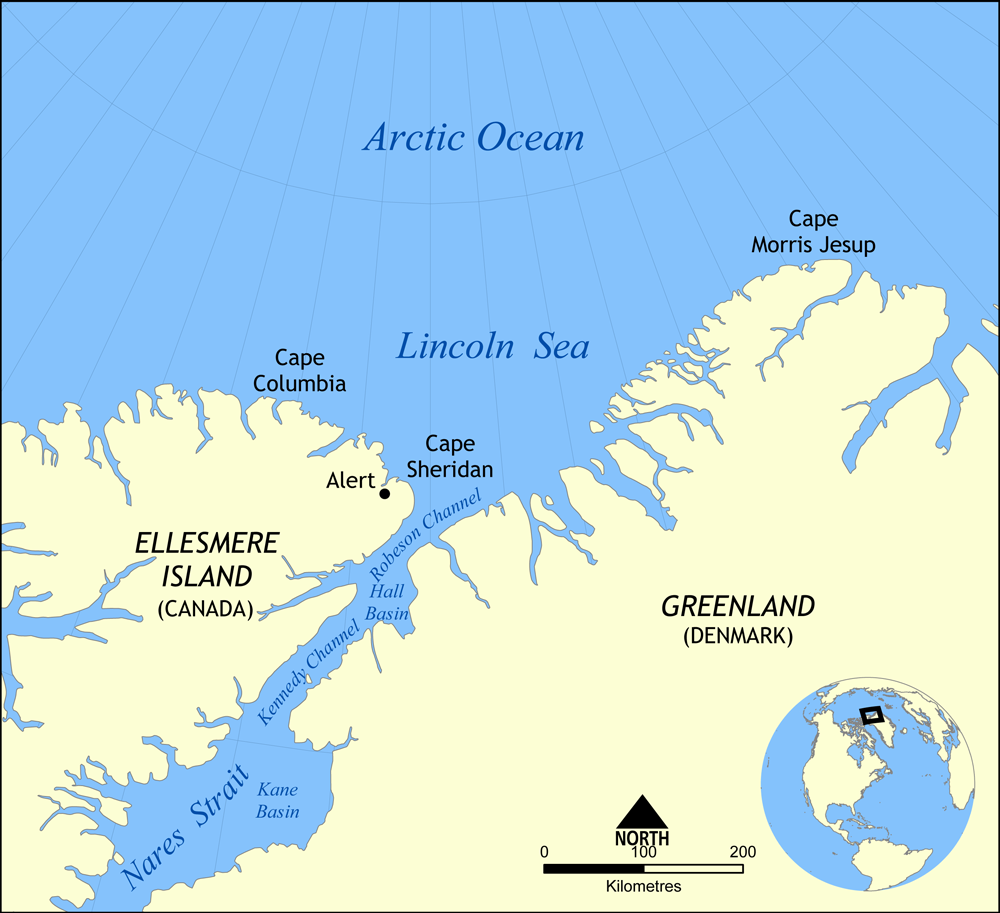
Localització del cap Sheridan al mar de Lincoln

El cap Sheridan és un dels punts més septentrionals de la terra i es troba a l'illa d'Ellesmere (Canadà), a la riba del mar de Lincoln, un dels braços de l'oceà Àrtic. És un dels punts de la Terra més propers al pol Nord, que es troba a uns 840 km al nord del cap. El cap Columbia, localitzat a uns 140 km al nord-est, hi és uns 75 quilòmetres encara més a prop.
El cap Sheridan va ser el lloc d'hivernada de Robert Peary en la seva última expedició per arribar al Pol Nord el 1908-1909.
Alert, l'assentament humà habitat de forma permanent més septentrional del món, es troba a uns 12 km a l'oest.